# Trisektrix von Longchamps

Trisektrix von Longchamps (rot)

Die Trisektrix von Longchamps ist eine nach dem französischen Mathematiker Gohierre de Longchamps (1842–1906) benannte ebene Kurve, die zur Dreiteilung von Winkeln verwendet werden kann (daher Trisektrix).

## Definition
Auf einem Kreis mit Mittelpunkt {\displaystyle M} und Durchmesser {\displaystyle AB} rotiert der Punkt {\displaystyle B'} mit einer gleichmäßigen Geschwindigkeit in positiver Winkelrichtung und der Punkt {\displaystyle A'} mit doppelter Geschwindigkeit in der entgegengesetzten Richtung. Dabei startet der Punkt {\displaystyle B'} im Punkt {\displaystyle B} und der Punkt {\displaystyle A'} am anderen Ende des Durchmessers im Punkt {\displaystyle A}. Die Kreistangenten in den Punkten {\displaystyle A'} und {\displaystyle B'} schneiden sich in einem Punkt {\displaystyle E}. Die Ortskurve von Punkt {\displaystyle E} ist die Trisektrix von Longchamps.

## Gleichungs- und Parameterform
Für einen Kreis mit Radius {\displaystyle a}, dessen Mittelpunkt im Ursprung des Koordinatensystems liegt, erhält man die folgenden Gleichung in Polarkoordinaten:
{\displaystyle r=-{\frac {a}{\cos(3\varphi )}}}.
Für kartesische Koordinaten ergibt sich dann die folgende Gleichung:
{\displaystyle x(x^{2}-3y^{2})+a(x^{2}+y^{2})=0}.
Als Parameterkurve {\displaystyle \gamma :[0,2\pi ]\rightarrow \mathbb {R} ^{2}} in kartesischen Koordinaten erhält man mit trigonometrischen Funktionen:
{\displaystyle \gamma (t)={\begin{pmatrix}x(t)\\y(t)\end{pmatrix}}={\begin{pmatrix}-{\frac {\cos(t)}{\cos(3t)}}a\\-{\frac {\cos(t)}{\sin(3t)}}a\end{pmatrix}}}.
Ebenfalls möglich ist die Darstellung als Parameterkurve {\displaystyle \gamma :(-\infty ,\infty )\rightarrow \mathbb {R} ^{2}} in kartesischen Koordinaten mit rationalen Funktionen:
{\displaystyle \gamma (t)={\begin{pmatrix}x(t)\\y(t)\end{pmatrix}}={\begin{pmatrix}-{\frac {1+t^{2}}{1-3t^{2}}}a\\{\frac {1+t^{2}}{1-3t^{2}}}at\end{pmatrix}}}.

## Eigenschaften

Trisektrix von Longchamps (rot) mit Asymptoten (gepunktet), Symmetrieachsen (gestrichelt) und Trifolium (blau)

Die Trisektrix von Longchamps besitzt drei Asymptoten und drei Symmetrieachsen.
Asymptoten
- {\displaystyle x={\frac {a}{3}}},
- {\displaystyle y=-{\frac {1}{\sqrt {3}}}x-{\frac {2a}{3{\sqrt {3}}}}}.
- {\displaystyle y={\frac {1}{\sqrt {3}}}x+{\frac {2a}{3{\sqrt {3}}}}}

Symmetrieachsen
- {\displaystyle y=0}
- {\displaystyle y={\frac {\sqrt {3}}{2}}x}
- {\displaystyle y=-{\frac {\sqrt {3}}{2}}x}

Eine Inversion der Trisektrix an dem Kreis aus ihrer Definition liefert eine Trifolium-Kurve.